# Christian Bille
Christian Høyer Bille (19. august 1799 i København – 19. juni 1853 i London) var en dansk
diplomat. 
Bille var søn af Michael Johannes Petronius Bille (1769-1845) og Maria Magdalene Friedlieb (1780-1829). Han blev gift på Hvedholm Slot den 8. marts 1844 med Ida Marie komtesse Bille-Brahe (1822-1902).

## Tidlig karriere
Bille tog juridisk embedseksamen 1823, og efter at have beklædt forskellige underordnede stillinger, dels i udenrigsministeriet, dels ved de danske legationer i Frankfurt, Stockholm og London, blev han 1836 dansk ministerresident ved Hansestæderne og 1847 gesandt i Stockholm. Her bidrog han 1848 kraftig til, at den svensk-norske regering tog den beslutning, under visse forudsætninger at yde Danmark militær hjælp. Ligeledes deltog han efter sommeren 1848 i de forhandlinger, som førte til våbenstilstanden i Malmø. Samme efterår fik han orlov fra sin gesandtskabs post for midlertidig at fungere som direktør i udenrigsministeriet. 

## Forsøgene på at redde helstaten
Novemberministeriets udenrigsminister, grev Adam Wilhelm Moltke, var ikke særlig hjemme i denne gren af administrationen, og Bille blev derfor den, som under ham faktisk kom til at udøve den største indflydelse på den daglige ledelse af ministeriets forretninger. Han tilhørte Helstatsmændenes skole, og dette kom på mere end een måde til at afsætte mærker, skønt udenrigspolitikken den gang mere var en politik fra dag til dag end en konsekvent stræben hen imod bestemte mål. I juni 1850 vendte Bille tilbage til sin gesandtskabspost, men kaldtes i efteråret 1851 atter fra den for at anvendes i specielle missioner. I slutningen af året sendtes han således til Wien, for sammen med den danske gesandt der og kammerherre Bülow at forhandle med fyrst Schwarzenberg om den af udenrigsminister Bluhme foreslåede plan til en ordning af det danske monarkis forfatningsforhold. Det var af disse underhandlinger, at "Aftalerne af 1851 og 52" og "Kundgørelsen af 28. Jan. 1852" fremgik. 
I 1852 blev Bille gesandt i London og førte som sådan underhandlingerne om Londontraktaten af 8. maj 1852, angående den danske tronfølge.

## Enken
Hans enke Ida Marie var i en del år overhofmesterinde hos dronning Louise af Hessen-Kassel.